# Раукла
Ра́укла (ест. Raukla küla) — село в Естонії, у волості Тюрі повіту Ярвамаа.

## Населення
Чисельність населення на 31 грудня 2011 року становила 58 осіб.

## Географія
Поблизу населеного пункту проходить автошлях 26 (Тюрі — Аркма).